# Monedas de euro de Irlanda
El euro (EUR o €) es la moneda oficial de las instituciones de la Unión Europea desde 1999, cuando sustituyó al ECU, de los Estados que pertenecen a la eurozona y de los micro-Estados europeos con quienes la Unión tiene acuerdos al respecto. También es utilizado de facto en Montenegro y Kosovo. Las monedas de euro están diseñadas de tal manera que en su anverso muestran un diseño específico del Estado emisor mientras que en su reverso muestran un diseño común.

## Diseño regular
Las monedas de euro irlandesas comparten la misma imagen imaginada por Jarlath Hayes, la del arpa céltica, un símbolo tradicional irlandés desde la Edad Media, basado en la representación del Arpa de Brian Boru, localizada en el Trinity College de Dublín, presuntamente propiedad del antiguo Alto Rey de Irlanda, Brian Boru. La misma arpa es usada como símbolo oficial del Estado irlandés, el Gran Sello de Irlanda. Las monedas también presentan las 12 estrellas de la UE, el año de acuñación y la palabra irlandesa para Irlanda, “Éire”, en el alfabeto gaélico tradicional.
| Motivos de las monedas de 1, 2 y 5 cts, 10, 20 y 50 cts y 1 y 2 euro                                                                          |
| \| \| \| El arpa tradicional irlandesa representación heráldica que da motivo a las monedas de 1, 2 y 5 cts, 10, 20 y 50 cts y 1 y 2 euro. \| |
| |
| El arpa tradicional irlandesa representación heráldica que da motivo a las monedas de 1, 2 y 5 cts, 10, 20 y 50 cts y 1 y 2 euro.             |

| 0,01 €                        | 0,02 € | 0,05 €      |
| ----------------------------- | ------ | ----------- |
|                               |        |             |
| El arpa tradicional irlandesa |        |             |
| 0,10 €                        | 0,20 € | 0,50 €      |
|                               |        |             |
| El arpa tradicional irlandesa |        |             |
| 1,00 €                        | 2,00 € | 2 € (canto) |
|                               |        |             |
| El arpa tradicional irlandesa |        |             |

## Cantidad de piezas acuñadas
|      | €0.01 | €0.02 | €0.05 | €0.10 | €0.20 | €0.50 | €1.00 | €2.00 |
| ---- | ----- | ----- | ----- | ----- | ----- | ----- | ----- | ----- |
| 2002 |       |       |       |       |       |       |       |       |
| 2003 |       |       |       |       |       |       |       |       |
| 2004 |       |       |       |       |       |       |       |       |
| 2005 |       |       |       |       |       |       |       |       |
| 2006 |       |       |       |       |       |       |       |       |
| 2007 |       |       |       |       |       |       |       |       |
| 2008 |       |       |       |       |       |       |       |       |
| 2009 |       |       |       |       |       |       |       |       |
| 2010 |       |       |       |       |       |       |       |       |
| 2011 |       |       |       |       |       |       |       |       |
| 2012 |       |       |       |       |       |       |       |       |
| 2013 |       |       |       |       |       |       |       |       |
| 2014 |       |       |       |       |       |       |       |       |
| 2015 |       |       |       |       |       |       |       |       |

## Monedas conmemorativas en euro de Irlanda
Para más información, véase monedas conmemorativas de 2 euros.
| Año  | Motivo                                                                       | Emisión | Imagen |
| ---- | ---------------------------------------------------------------------------- | ------- | ------ |
| 2007 | Diseño común: 50.º aniversario de la firma del Tratado de Roma               |         |        |
| 2009 | Diseño común: X Aniversario de la creación de la Unión Económica y Monetaria |         |        |
| 2012 | Diseño común: X aniversario de los billetes y monedas en euros               |         |        |
| 2015 | Diseño común: 30.º aniversario de la Bandera europea                         |         |        |
| 2016 | Centenario del Alzamiento de Pascua                                          |         |        |
| 2019 | Centenario de la primera sesión del Dáil Éireann                             |         |        |
| 2022 | Diseño común: 35º aniversario del programa Erasmus                           |         |        |